# L'Impressionniste fin de siècle
L'Illusionniste fin de siècle es un cortometraje mudo de trucos francés de 1899 dirigido por Georges Méliès. Fue estrenado en los Estados Unidos como An Up-to-Date Conjurer y en Gran Bretaña como An Up-to-Date Conjuror. También se conoce como L'Impressionniste fin de siècle y The Conjurer.

## Trama
Un prestidigitador y una bailarina de ballet realizan una serie rápida de actos mágicos, que incluyen desapariciones, reapariciones y transformaciones.

## Producción
Méliès interpreta al prestidigitador. Los efectos especiales de la película se crearon utilizando sofisticados empalmes de sustitución, con las tomas cuidadosamente cortadas y combinadas para permitir que las transformaciones a mitad de movimiento parecieran fluidas.
Méliès hizo dos versiones de An Up-to-Date Conjuror, con una bailarina diferente y un escenario distinto, así como ligeras variaciones en la acción. Es posible que otras películas de Méliès también se hayan filmado más de una vez. El escenario de la versión más comúnmente disponible de la película se reutilizó para la posterior película de Méliès Nouvelles luttes extravagantes.

## Lanzamiento y supervivencia
An Up-to-Date Conjuror fue estrenada por Star Film Company de Méliès y ocupó el puesto 183 en sus catálogos. Una copia de la película había sido redescubierta en 1947, cuando fue proyectada por el Museo de Arte Moderno de San Francisco en un programa que también incluía las películas de Méliès À la conquête du Pôle, Viaje a la luna, Le Palais des mille et une nuits e Hydrothérapie fantastique. La otra versión de la película, menos disponible, con la bailarina y el escenario diferentes, se descubrió más tarde y se proyectó en julio de 2011 en la conferencia "Méliès, carrefour destractions" en el Centro cultural internacional de Cerisy-la-Salle.

## Recepción
El estudioso del cine John Frazer calificó la transformación en el aire como "encantadora", y citó la película como un buen ejemplo de los muchos cortometrajes con truco que hizo Méliès "en los que el objetivo principal es demostrar la magia blanca posible en las películas". La estudiosa del cine Elizabeth Ezra argumentó que las transformaciones fluidas de género entre el hombre y la mujer en la película enfatizan "la naturaleza procreativa del arte [del mago]". El académico Pasi Väliaho postuló que la película "disuelve la identidad de las formas en vectores de movimiento", y que tanto esta como las otras películas con trucos de Méliès utilizan los cuerpos "ante todo como lugares de experimentación".